# Сражение при Детмольде
Сраже́ние при Детмо́льде — состоявшееся в 783 году в ходе Саксонских войн сражение вблизи современного города Детмольд, в котором войско франков под командованием короля Карла Великого разбило войско восставших саксов.
После начала в 782 году нового антифранкского восстания в Саксонию под руководством герцога Видукинда и разгрома франков в сражении при Зюнтеле, Карл Великий предпринял ряд мер для устрашения мятежников (Верденская резня и принятие Первого Саксонского капитулярия).
Вероятно, в конце лета 783 года правитель франков с большим войском снова вторгся в земли саксов. Узнав, что мятежники разбили лагерь около Детмольда, Карл быстро двинулся туда и, по разным свидетельствам, или сам напал на неприятеля, или был ими атакован. В результате победа досталась королевскому войску. Франкские анналы сообщают о множестве погибших мятежников и что лишь немногим из саксов удалось спастись бегством. После одержанной победы Карл Великий отправился в Падерборн, намереваясь после получения подкрепления продолжить поход против восставших.
Эйнхард считал сражение при Детмольде и последовавшую вслед за ним битву на реке Хаза главными победами франков, приведшими их, впоследствии, к полной победе в войнах с саксами.